# Euhagena callipleura
Euhagena callipleura är en fjärilsart som beskrevs av Edward Meyrick 1932. Euhagena callipleura ingår i släktet Euhagena och familjen glasvingar. Inga underarter finns listade i Catalogue of Life.